# Cane corso
Cane corso – rasa psa zaliczana do grupy molosów w typie mastifa (typ dogowaty), pochodząca z Półwyspu Apenińskiego. Pies stróżujący, obronny, tropiący i policyjny. Nie podlega próbom pracy.

## Rys historyczny
Rasa ta pochodzi z Półwyspu Apenińskiego. Wywodzi się od molosów asyryjskich i jest spokrewniony z mastino napoletano. Bezpośrednim przodkiem cane corso jest dawny molos rzymski canis pugnax. W niezbyt odległej przeszłości pies ten został przechowany i był rozpowszechniony na całym Półwyspie Apenińskim, we włoskich prowincjach, lecz najbardziej popularny na terenach Apulii, Lukanii i Samnium. Obecnie jest hodowany głównie w prowincjach Bari i Foggia.
Używano cane corso do polowań na grubego zwierza, a także jako stróża domostw. Imię "corso" (łac. cohors) znaczy strażnik, opiekun (etymologia niepewna). Według Krämer corso oznacza dzika i określenie to przylgnęło do psów, które we Włoszech pomagały między innymi w polowaniach na te zwierzęta.

## Klasyfikacja FCI
W klasyfikacji FCI należy do grupy II (Pinczery i sznaucery, molosy, psy górskie i szwajcarskie psy do bydła), do sekcji 2 – molosowate w typie mastifa.

## Wygląd

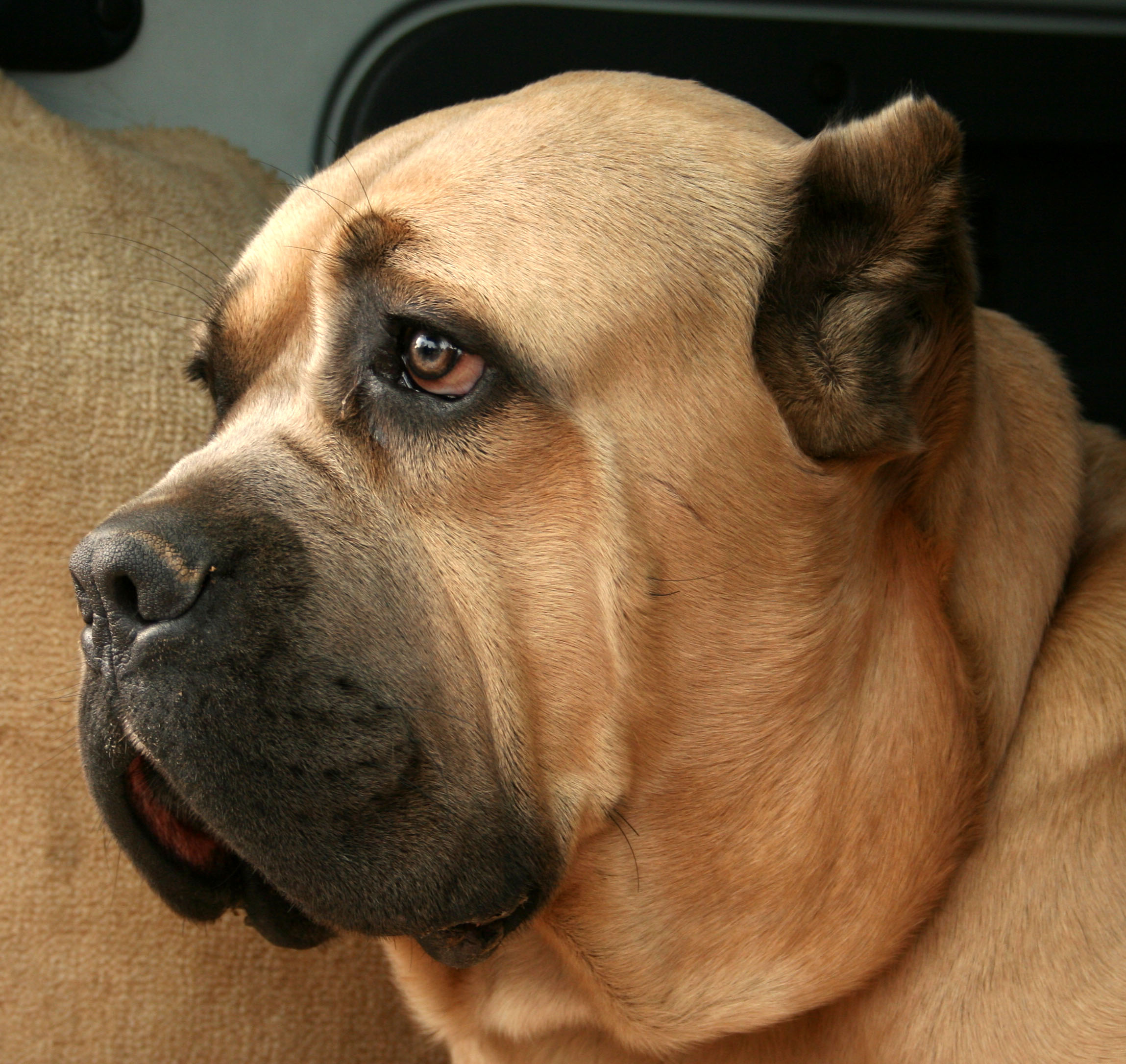
Głowa cane corso

### Budowa
Typ tej rasy nie jest ujednolicony, ponieważ rasę tę odbudowywano w latach 70 XX w. po prawie całkowitym jej wyginięciu. Wyróżniamy dwa typy psów rasy cane corso: wysoki, o długich kończynach, dość długiej kufie i nie najlepiej zaznaczonym stopie oraz pies średniej wielkości o krótkiej kufie i stopie bardzo wyraźnie zaznaczonym. Preferuje się jednak psy drugiego typu. Są to psy o atletycznej, muskularnej budowie i wyraźnie zaznaczonym kątowaniu kończyn tylnych. Muszą sprawiać wrażenie zdrowych, mocnych psów.

### Szata
Sierść krótka, błyszcząca z niewielkim podszerstkiem.

### Umaszczenie
Umaszczenie może być: czarne, grafitowe, ciemno szare, jasnopłowe (tzw. żółtawe), płowo-czerwone i pręgowane, zawsze z czarną maską. Dopuszczalne są małe znaczenia na klatce piersiowej lub końcach łap, u psów płowych i pręgowanych czarna lub szara maska nie powinna wychodzić poza linię oczu. 

## Zachowanie i charakter
Cane corso italiano jest zrównoważonym psem jednego pana, jednak jest bardzo przyjazny i oddany wszystkim osobom zamieszkującym jego domostwo. Jego stosunki z dziećmi są dobre. Są to psy o silnym charakterze, są też niezależne. Nie mają skłonności do dominacji, o ile są dobrze prowadzone i prawidłowo wychowane przez właściciela. W sytuacji zagrożenia dla właściciela może stać się agresywny, wobec obcych jest nieufny.

## Użytkowość
Cane corso jest psem typowo obronno-stróżującym, dobrze się sprawdza po kursach w tym kierunku. Według wzorca FCI jest psem także przeznaczonym do pracy w służbach policyjnych oraz psem tropiącym.